# Passiflora amicorum
Passiflora amicorum Wurdack – gatunek rośliny z rodziny męczennicowatych (Passifloraceae Juss. ex Kunth in Humb.). Występuje endemicznie we wschodniej Wenezueli. 

## Morfologia
PokrójZdrewniałe, trwałe, owłosione liany.
LiścieBlaszka liściowa ma podłużnie eliptyczny lub eliptyczny kształt. Nasada liścia jest rozwarta lub ostrokątna. Mają 4–10 cm długości oraz 2–6 cm szerokości. Brzegi są całobrzegie. Wierzchołek jest tępy lub ostry. Ogonek liściowy jest owłosiony i ma długość 5–15 mm. Przylistki są liniowe, mają 5–7 mm długości.
KwiatyPojedyncze. Działki kielicha są podłużne, białawe, mają 8 cm długości. Płatki są liniowo podłużne, białe, mają 7–8 cm długości. Przykoronek ułożony jest w jednym rzędzie, może mieć barwę od purpurowej do brunatnej, ma 8–14 mm długości.
OwoceSą elipsoidalnego kształtu. Mają 5–6 cm długości i 3,5 cm średnicy.

## Biologia i ekologia
Występuje na nieużytkach lub skrajach lasu na wysokości 1200–1400 m n.p.m.